# Malcolm Brogdon
Malcolm Moses Adams Brogdon, född 11 december 1992 i Atlanta, Georgia, är en amerikansk basketspelare (guard). Han utsågs till NBA Rookie of the Year säsongen 2016/2017.

## Lag
- Milwaukee Bucks (2016–2019)
- Indiana Pacers (2019–2022)
- Boston Celtics (2022–2023)
- Portland Trail Blazers (2023–2024)
- Washington Wizards (2024–)